# Kurt Nielsen
Kurt Nielsen (Copenaghen, 19 novembre 1930 – Copenaghen, 11 giugno 2011) è stato un tennista danese.
È l'unico tennista danese ad aver raggiunto la finale del singolare maschile in uno Slam.
Il nipote Frederik ha seguito le sue orme entrando nel mondo del tennis ed è stato capace di conquistare durante il Torneo di Wimbledon 2012 il titolo di doppio maschile.

## Carriera
Il primo risultato importante in carriera lo raggiunge nel torneo Juniores a Wimbledon 1947 dove sconfigge in finale Sven Davidson, più grande di due anni, con il risultato di 8-6, 6-1, 9-7.
Nel 1948 vince il torneo Juniores anche agli Internazionali di Francia e fa le sue prime apparizioni nei tabelloni principali del Roland Garros e di Wimbledon fermandosi al terzo turno in Francia e al secondo turno a Londra.

Durante il torneo di Wimbledon 1953 riesce a compiere diverse imprese, nei quarti di finale sconfigge in un match lungo 5 set Ken Rosewall, già vincitore dei primi due Slam dell'anno. In semifinale è il turno di Jaroslav Drobný con già sette finali dello Slam sulle spalle ma che viene sconfitto con un netto 6-4, 6-3, 6-2. In finale invece non riesce a fare nulla per contrastare l'americano Vic Seixas e viene sconfitto per 9-7, 6-3, 6-4.

Sempre nel 1953 ottiene il suo migliore risultato agli U.S. National Championships dove raggiunge i quarti di finale ma è nuovamente Seixas a fermare la sua scalata sconfiggendolo questa volta in quattro set.

Al Torneo di Wimbledon 1955 si presenta di nuovo in gran forma, nei quarti di finale sconfigge in cinque set Nicola Pietrangeli ed in semifinale elimina Ken Rosewall, finalista dell'anno precedente. Per la seconda volta però il suo torneo si ferma ad un passo dal trofeo venendo sconfitto ancora da un americano, questa volta Tony Trabert in tre set.

Nel 1957 conquista il suo unico titolo del Grande Slam, agli U.S. National Championships nel doppio misto in coppia con Althea Gibson. Insieme sconfiggono Darlene Hard e Lew Hoad per 6-3, 9-7.

A Wimbledon 1958 si presenta per la terza volta in finale, questa volta nel doppio misto insieme a Althea Gibson, ma si deve arrendere a Lorraine Coghlan e Robert Howe che vincono per 6-3, 13-11.

In Coppa Davis è il tennista danese con il maggior numero di match giocati (96) e detiene il record per il maggior numero di vittorie in singolare con 42 vittorie e 23 sconfitte.

Dopo essersi ritirato si è dedicato alla carriera da allenatore in Spagna, Danimarca e Germania ed è stato supervisore o arbitro per diversi tornei del Grande Slam. È stato commentatore per Eurosport fino al 2006.

## Statistiche

### Singolare

#### Finali perse (4)
| Anno | Torneo       | Superficie  | Avversario in finale | Risultato     |
| 1952 | Rogers Cup   | Cemento     | Richard Savitt       | 6-1, 6-0, 6-1 |
| 1953 | Wimbledon    | Erba        | Vic Seixas           | 9–7, 6–3, 6–4 |
| 1955 | Wimbledon    | Erba        | Tony Trabert         | 6–3, 7–5, 6–1 |
| 1956 | Swedish Open | Terra rossa | Ken Rosewall         | 7-5, 6-3, 6-1 |

### Doppio

#### Vittorie (2)
| Anno | Torneo                  | Superficie  | Compagno     | Avversari in finale      | Risultato                |
| 1957 | SAP Open                | Cemento     | Bob Howe     | Luis Ayala Sven Davidson | 4-6, 22-20, 6-3          |
| 1958 | Internazionali d'Italia | Terra rossa | Antal Jancsó | Luis Ayala Don Candy     | 8-10, 6-3, 6-2, 1-6, 9-7 |

### Doppio misto

#### Vittorie (2)
| Anno | Torneo                  | Superficie  | Compagna        | Avversari in finale            | Risultato     |
| 1952 | Internazionali d'Italia | Terra rossa | Arvilla McGuire | Maria-Josefa De Riba E. Migone | 4-6, 6-3, 6-3 |
| 1957 | US Open                 | Erba        | Althea Gibson   | Darlene Hard Lew Hoad          | 6-3, 9-7      |

#### Finali perse (1)
| Anno | Torneo    | Superficie | Compagna      | Avversari in finale          | Risultato  |
| 1958 | Wimbledon | Erba       | Althea Gibson | Lorraine Coghlan Robert Howe | 6-3, 13-11 |